# تشيستا يثربي
تشيستا يثربي (بالفارسية: چیستا یثربی) ( 1968 في طهران ،إيران ) مترجمة وناقدة ومحاضرة جامعية وكاتبة مسرحية إيرانية.

## النشأة والتعليم
ولدت تشيستا في طهران عام 1968.حصلت على درجة البكالوريوس. والماجستير. في علم النفس في جامعة الزهراء.عملت في المسرح منذ عام 1989. تدير العديد من المسرحيات في المشهد.

## الأعمال
- بوسطجي
- شيدا وصوفي
- بيانو المعلم
- وقتٌ طويل

### نشر أعمالها
أعادت المنظمات والمؤسسات في إيران نشر أعمال تشيستا، وفيما يلي بعض أعمالها المنشورة:
- عمل تشيستا يثربي المعاد نشره من قبل اتحاد المحتوى الوطني.[4]
- عمل تشيستا يثربي الذي أعيد نشره من قبل مركز الموسوعة الإسلامية الكبرى.[5]

## الآراء الأدبية
- النساء حاضرات وكذلك الرجال في شاهنامة ، تحفة فردوسي [5]
- كنت أعرف فردوسي في احترامه للمرأة والأسرة ولم أر قط أنه يقلل من قيمة الأسرة في تحفته الثمينة.[5]